# CTIM

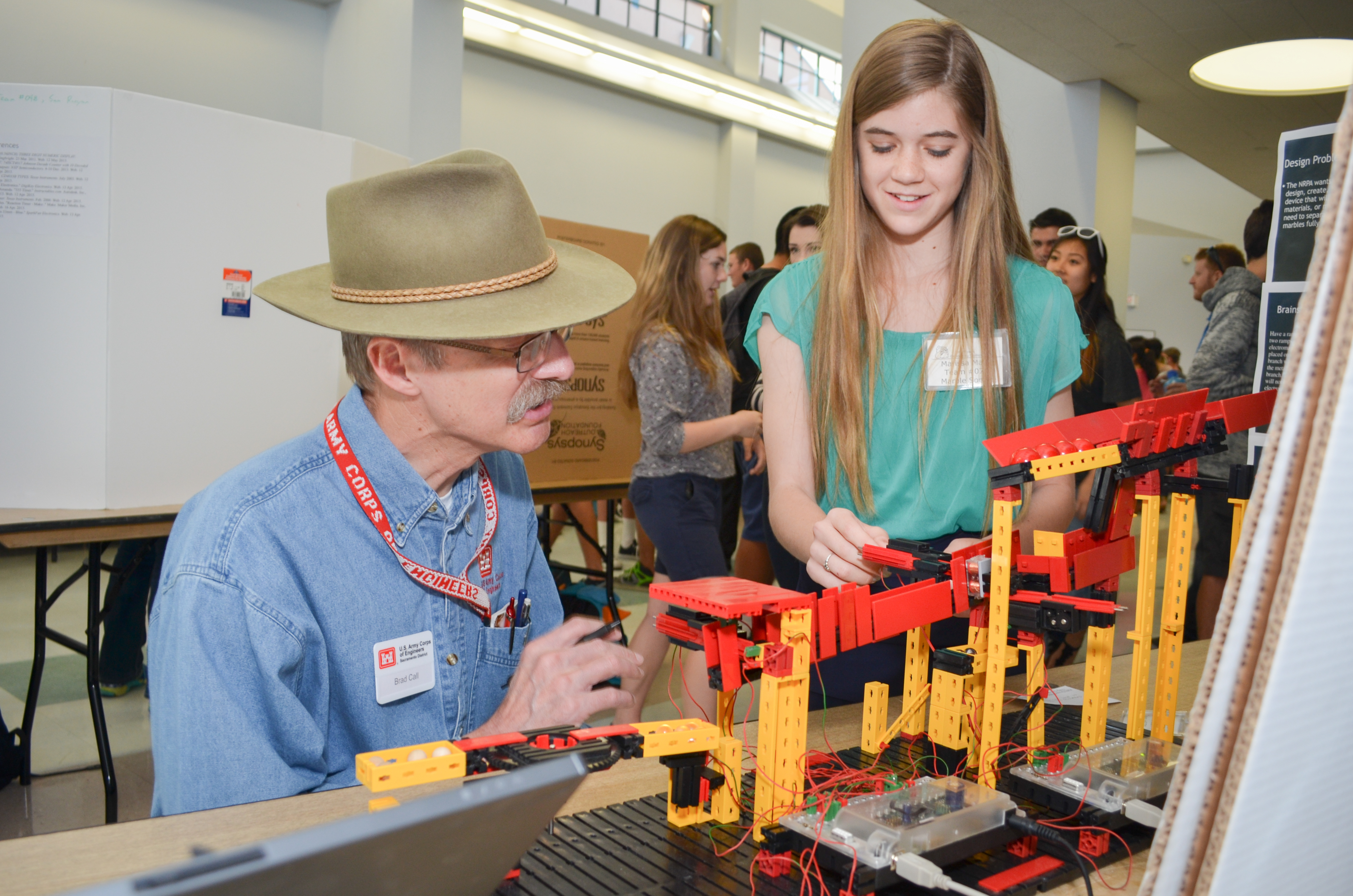
Una estudiante de secundaria explica su proyecto de ingeniería en Sacramento, California (2015).

CTIM es el acrónimo que sirve para designar las disciplinas académicas de ciencia, tecnología, ingeniería y matemáticas. Es el equivalente en español de STEM, un acrónimo en inglés de science, technology, engineering y mathematics.  Este término es utilizado, sobre todo, en Estados Unidos y Europa para abordar determinados tratamientos sobre temas relacionados con las ciencias, la educación, la fuerza de trabajo, la seguridad nacional o la inmigración. En alemán, el acrónimo equivalente es MINT, de Mathematik, Informatik, Naturwissenschaft y Technik.
Las definiciones del alcance del CTIM, y lo que se excluye, varía de una organización a otra. En su definición más amplia, CTIM incluye los campos de la química, informática, tecnología de la información, ingeniería, ciencias de la Tierra, ciencias de la Vida, matemáticas, física, astronomía y algunas ramas de la psicología y de las ciencias sociales.
En 2011, para los organismos estadounidenses del Consejo Nacional de Investigación y la Fundación Nacional para la Ciencia, estas disciplinas son consideradas fundamentales para las sociedades tecnológicamente avanzadas.
La educación CTIM contribuye a conseguir una mayor competitividad y por consiguiente, ayudará en el futuro a conseguir una mayor prosperidad económica y es un claro índice de la capacidad de un país para mantener un crecimiento sostenido.
Tiene implicaciones para el desarrollo de la mano de obra, los problemas de seguridad nacional y la política de la inmigración. Los sistemas educativos y las escuelas desempeñan un papel central en la determinación del interés de las niñas y los niños por las asignaturas STEM y en la igualdad de oportunidades para acceder y beneficiarse de una educación STEM de calidad.

## Distribución geográfica

### Estados Unidos
En los Estados Unidos, el acrónimo comenzó a utilizarse en los colegios sobre educación e inmigración en iniciativas para empezar a abordar la falta de candidatos calificados para empleos de alta tecnología. También aborda la preocupación de que las asignaturas se enseñen a menudo de forma separada, en lugar de como un currículo integrado. Mantener una ciudadanía bien preparada en los campos STEM es una parte clave de la agenda de educación pública de los Estados Unidos. El acrónimo ha sido ampliamente utilizado en el debate de inmigración con respecto al acceso a las visas de trabajo para inmigrantes a los Estados Unidos que sean expertos en estos campos. Esta versión del término ha sido acreditada a Texas. También se ha convertido en un tema común en los debates sobre educación como referencia a la escasez de trabajadores calificados y la educación inadecuada en estas áreas. El término tiende a no referirse a los sectores no profesionales de los campos que permanecen invisibles como, por ejemplo, el trabajo de la línea de montaje de productos electrónicos.

### Educación
ver artículo principal Educación STEM
Al cultivar un interés en las ciencias naturales y sociales en el preescolar o inmediatamente después del ingreso a la escuela, las posibilidades de éxito de STEM en la escuela secundaria se pueden mejorar enormemente.
STEM apoya la extensión del estudio de ingeniería de cada una de las otras materias, y el inicio de la ingeniería en los primeros grados, incluso en la escuela primaria. También lleva la educación STEM a todos los estudiantes en lugar de sólo los programas para estudiantes dotados. En su presupuesto para 2012, el presidente Barack Obama renombró y amplió la "Mathematics and Science Partnership (MSP)" (Asociación de Matemáticas y Ciencias) para otorgar subvenciones a los estados para mejorar la formación docente en esas materias.

### Empleo
En noviembre de 2012, el comunicado de la Casa Blanca antes de la votación en el Congreso sobre la Ley de Empleo STEM puso al presidente Obama en oposición a muchas de las empresas y ejecutivos de Silicon Valley que financiaron su campaña de reelección. El Departamento de Trabajo identificó 14 sectores que "se proyecta que agregarían un número sustancial de nuevos empleos a la economía o afectarían el crecimiento de otras industrias o que están siendo transformados por la tecnología y la innovación que requieren de un nuevo conjunto de habilidades para los trabajadores.". Los sectores identificados fueron los siguientes: manufactura avanzada, automotriz, construcción, servicios financieros, tecnología geoespacial, seguridad nacional, tecnología de la información, transporte, aeroespacial, biotecnología, energía, salud, hostelería hospitalaria y comercio minorista.
El Departamento de Comercio de Estados Unidos señala que las carreras profesionales en los campos STEM son algunas de las mejor remuneradas y tienen el mayor potencial para el crecimiento del empleo a principios del siglo XXI. El informe también señala que los trabajadores STEM juegan un papel clave en el crecimiento sostenido y la estabilidad de la economía estadounidense, y la capacitación en campos STEM generalmente resulta en salarios más altos, ya sea que trabajen o no en un campo STEM.

### Países con el mayor número de graduados CTIM (2016)

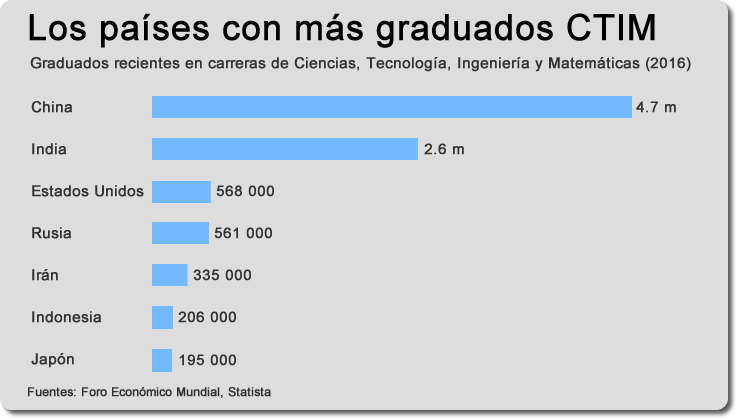
Países con más graduados CTIM para 2016.

El Foro Económico Mundial informó que China había graduado 4.7 millones de nuevos profesionales en CTIM en 2016, mientras que India hizo lo propio con 2.6 millones de sus estudiantes. Estados Unidos aparece en un lejano tercer lugar con un número de 568 000 recién graduados en CTIM, seguido de cerca por Rusia con 561 000 mil menos, a pesar de que este último país cuenta con menos de la mitad de la población que los EE. UU.